# Octuor à cordes de Mendelssohn

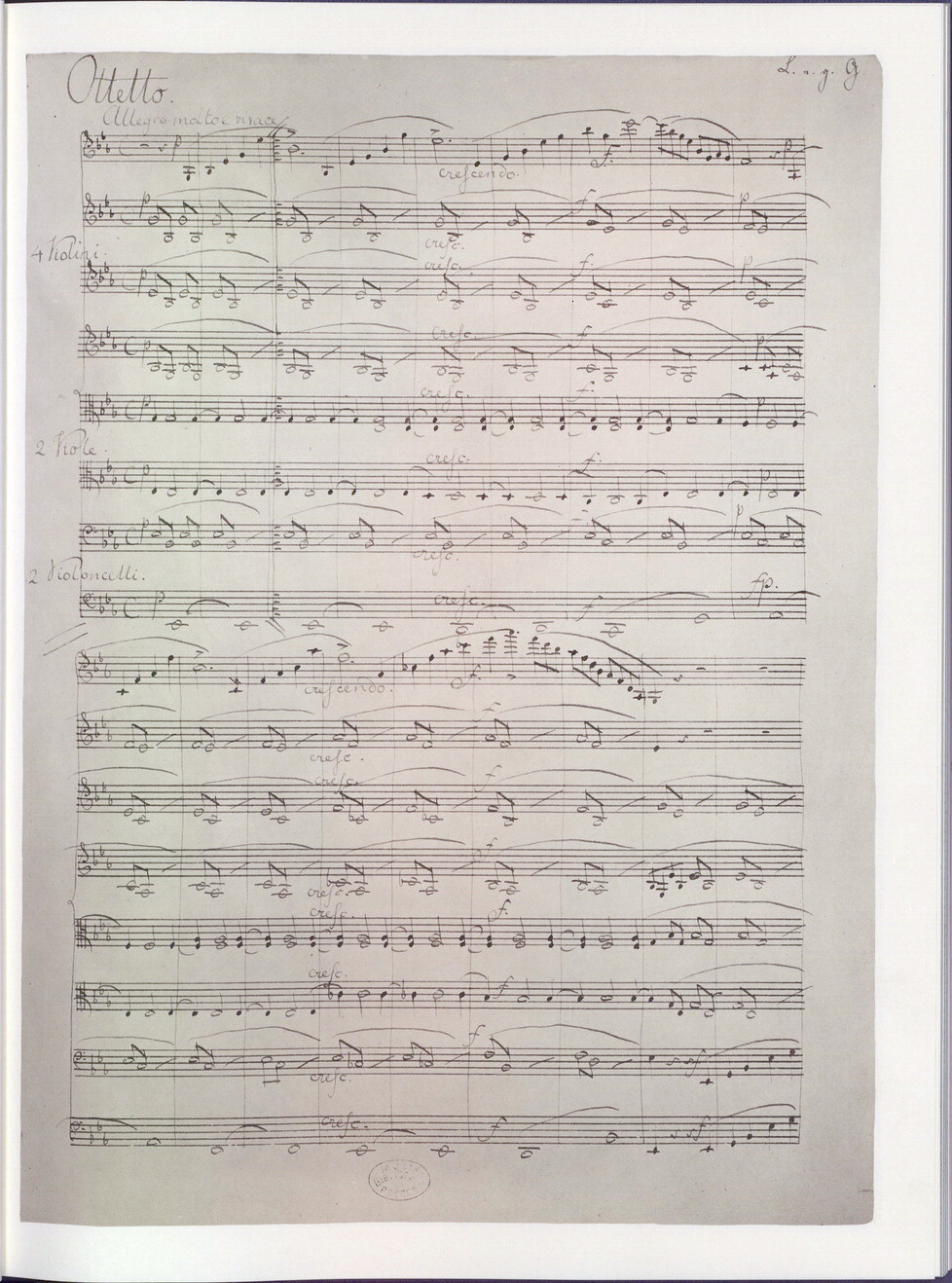
Première page de l'octuor à cordes.

Pour les articles homonymes, voir Octuor à cordes.
L'Octuor à cordes en mi bémol majeur op. 20 (MWV R 20) de Felix Mendelssohn est une œuvre composée en 1825 pour un ensemble de huit instruments à cordes. C'est une œuvre de jeunesse, composée à l'âge de 16 ans, offerte en cadeau d'anniversaire à son ami et professeur de violon Eduard Rietz. Il a été légèrement révisé avant la première représentation publique du 17 mars 1832.

## Structure
L'Octuor est en quatre mouvements :
1. Allegro moderato
2. Andante
3. Scherzo
4. Presto

## Discographie sélective
- version originale pour octuor à cordes

Quatuors Smetana et Janáček (enregistré en 1966)

Quatuors Cleveland et Meliora (enregistré en 1986)

Quatuors Alberni et Medici (enregistré en 1988)
Quatuor Emerson seul (chaque instrumentiste enregistre deux parties, enregistrement 2005)
- version arrangée pour orchestre à cordes

Orchestre symphonique de la NBC dirigé par Arturo Toscanini (enregistré en 1947)